# Vittorio II di Anhalt-Bernburg-Schaumburg-Hoym
Vittorio II di Anhalt-Bernburg-Schaumburg-Hoym (Balduinstein, 2 novembre 1767 – Balduinstein, 22 aprile 1812) è stato un principe tedesco del casato d'Ascania del ramo di Anhalt-Bernburg e un sovrano di Anhalt-Bernburg-Schaumburg-Hoym.
Era il maggiore dei figli maschi di Carlo Luigi, Principe di Anhalt-Bernburg-Schaumburg-Hoym, dalla sua seconda moglie Amalia Eleonora, figlia di Federico Guglielmo, Principe di Solms-Braunfels

## Biografia
Vittorio Carlo Federico successe al padre nel governo dell'Anhalt-Bernburg-Schaumburg-Hoym alla sua morte nel 1806.
Durante la gran parte del suo regno fu in conflitto con lo zio Federico, fratellastro del padre riguardo al governo del principato. Federico pretese che poiché la primogenitura non era mai stata insediata ufficialmente nell'Anhalt-Bernburg-Schaumburg-Hoym, secondo le leggi tradizionali degli Ascanidi, aveva il diritto di condividere il governo con Vittorio II. Tuttavia, alla sua morte, dopo soli sei anni di regno e senza eredi maschi, Vittorio Carlo Federico fu finalmente succeduto dallo zio.

## Matrimonio e figli
A Weilburg il 29 ottobre 1793 Vittorio Carlo Federico sposò la principessa Amalia di Nassau-Weilburg, poi di Nassau (Kirchheimbolanden, 7 agosto 1776 - Schaumburg, 19 febbraio 1841), figlia di Carlo Cristiano, Principe di Nassau-Weilburg, e attraverso sua madre, la Principessa Carolina, una bisnipote di re Giorgio II di Gran Bretagna. Da questa unione nacquero quattro figlie:
1. Principessa Erminia di Anhalt-Bernburg-Schaumburg-Hoym (Hoym, 2 dicembre 1797 - Budapest, 14 settembre 1817), sposò il 30 agosto 1815 l'Arciduca Giuseppe d'Austria, Palatino d'Ungheria.
2. Principessa Adelaide di Anhalt-Bernburg-Schaumburg-Hoym (Hoym, 23 febbraio 1800 - Oldenburg, 13 settembre 1820), sposò il 24 luglio 1817 il Granduca Ereditario Paolo Federico Augusto di Oldenburg.
3. Principessa Emma di Anhalt-Bernburg-Schaumburg-Hoym (Schaumburg, 20 maggio 1802 - Pyrmont, 1º agosto 1858), sposò il 26 giugno 1823 Giorgio II, principe di Waldeck e Pyrmont.
4. Principessa Ida di Anhalt-Bernburg-Schaumburg-Hoym (Schaumburg, 10 marzo 1804 - Oldenburg, 31 marzo 1828), sposò il 24 giugno 1825 il Granduca Ereditario Paolo Federico Augusto di Oldenburg, vedovo di sua sorella.

## Ascendenza
|                                                   |                                           |                                                        | Genitori                                      |  |  | Nonni |  |  | Bisnonni                         |  |  | Trisnonni                              |  |
|                                                   |                                           |                                                        |                                               |  |  |       |  |  | 8. Lebrecht di Anhalt-Zeitz-Hoym |  |  | 16. Vittorio Amedeo di Anhalt-Bernburg |  |
|                                                   |                                           |                                                        |                                               |  |  |       |  |  | 8. Lebrecht di Anhalt-Zeitz-Hoym |  |  | 16. Vittorio Amedeo di Anhalt-Bernburg |  |
|                                                   |                                           | 17. Elisabetta del Palatinato-Zweibrücken-Veldenz      |                                               |  |  |       |  |  | 8. Lebrecht di Anhalt-Zeitz-Hoym |  |  |                                        |  |
| 4. Vittorio I di Anhalt-Bernburg-Schaumburg-Hoym  |                                           |                                                        |                                               |  |  |       |  |  | 8. Lebrecht di Anhalt-Zeitz-Hoym |  |  |                                        |  |
|                                                   |                                           | 9. Carlotta di Nassau-Schaumburg                       | 18. Adolfo di Nassau-Schaumburg               |  |  |       |  |  |                                  |  |  |                                        |  |
|                                                   |                                           | 9. Carlotta di Nassau-Schaumburg                       | 18. Adolfo di Nassau-Schaumburg               |  |  |       |  |  |                                  |  |  |                                        |  |
|                                                   |                                           | 9. Carlotta di Nassau-Schaumburg                       | 19. Elisabetta Carlotta Melander di Holzappel |  |  |       |  |  |                                  |  |  |                                        |  |
| 2. Carlo Luigi di Anhalt-Bernburg-Schaumburg-Hoym |                                           | 9. Carlotta di Nassau-Schaumburg                       |                                               |  |  |       |  |  |                                  |  |  |                                        |  |
|                                                   |                                           | 10. Guglielmo Maurizio I di Isenburg-Büdingen-Birstein | 20. Giovanni Ludovico di Isenburg-Büdingen    |  |  |       |  |  |                                  |  |  |                                        |  |
|                                                   |                                           | 10. Guglielmo Maurizio I di Isenburg-Büdingen-Birstein | 20. Giovanni Ludovico di Isenburg-Büdingen    |  |  |       |  |  |                                  |  |  |                                        |  |
|                                                   |                                           | 10. Guglielmo Maurizio I di Isenburg-Büdingen-Birstein | 21. Luisa di Nassau-Dillenburg                |  |  |       |  |  |                                  |  |  |                                        |  |
| 5. Carlotta Luisa di Isenburg-Büdingen-Birstein   |                                           | 10. Guglielmo Maurizio I di Isenburg-Büdingen-Birstein |                                               |  |  |       |  |  |                                  |  |  |                                        |  |
|                                                   |                                           | 11. Anna Amalia di Isenburg-Büdingen                   | 22. Giovanni Ernesto di Isenburg-Büdingen     |  |  |       |  |  |                                  |  |  |                                        |  |
|                                                   |                                           | 11. Anna Amalia di Isenburg-Büdingen                   | 22. Giovanni Ernesto di Isenburg-Büdingen     |  |  |       |  |  |                                  |  |  |                                        |  |
|                                                   |                                           | 11. Anna Amalia di Isenburg-Büdingen                   | 23. Maria Carlotta di Erbach-Schönberg        |  |  |       |  |  |                                  |  |  |                                        |  |
| 1. Vittorio II di Anhalt-Bernburg-Schaumburg-Hoym |                                           | 11. Anna Amalia di Isenburg-Büdingen                   |                                               |  |  |       |  |  |                                  |  |  |                                        |  |
|                                                   | 12. Guglielmo Maurizio di Solms-Braunfels | 24. Guglielmo II di Solms-Braunfels-Greifenstein       |                                               |  |  |       |  |  |                                  |  |  |                                        |  |
|                                                   | 12. Guglielmo Maurizio di Solms-Braunfels | 24. Guglielmo II di Solms-Braunfels-Greifenstein       |                                               |  |  |       |  |  |                                  |  |  |                                        |  |
|                                                   | 12. Guglielmo Maurizio di Solms-Braunfels | 25. Giovannetta Sibilla di Solms-Hohenzolms            |                                               |  |  |       |  |  |                                  |  |  |                                        |  |
| 6. Federico Guglielmo di Solms-Braunfels          | 12. Guglielmo Maurizio di Solms-Braunfels |                                                        |                                               |  |  |       |  |  |                                  |  |  |                                        |  |
|                                                   |                                           | 13. Maddalena Sofia d'Assia-Homburg                    | 26. Guglielmo Cristoforo d'Assia-Homburg      |  |  |       |  |  |                                  |  |  |                                        |  |
|                                                   |                                           | 13. Maddalena Sofia d'Assia-Homburg                    | 26. Guglielmo Cristoforo d'Assia-Homburg      |  |  |       |  |  |                                  |  |  |                                        |  |
|                                                   |                                           | 13. Maddalena Sofia d'Assia-Homburg                    | 27. Sofia Eleonora d'Assia-Darmstadt          |  |  |       |  |  |                                  |  |  |                                        |  |
| 3. Amalia Eleonora di Solms-Braunfels             |                                           | 13. Maddalena Sofia d'Assia-Homburg                    |                                               |  |  |       |  |  |                                  |  |  |                                        |  |
|                                                   |                                           | 14. Carlo Ottone di Solms-Laubach-Utphe-Tecklenburg    | 28. Giovanni Federico di Solms-Barut          |  |  |       |  |  |                                  |  |  |                                        |  |
|                                                   |                                           | 14. Carlo Ottone di Solms-Laubach-Utphe-Tecklenburg    | 28. Giovanni Federico di Solms-Barut          |  |  |       |  |  |                                  |  |  |                                        |  |
|                                                   |                                           | 14. Carlo Ottone di Solms-Laubach-Utphe-Tecklenburg    | 29. Benigna di Promnitz                       |  |  |       |  |  |                                  |  |  |                                        |  |
| 7. Sofia Maddalena Benigna di Solms-Laubach       |                                           | 14. Carlo Ottone di Solms-Laubach-Utphe-Tecklenburg    |                                               |  |  |       |  |  |                                  |  |  |                                        |  |
|                                                   |                                           | 15. Luisa Albertina di Schönburg-Hartenstein           | 30. Ottone Ludovico di Schönburg-Hartenstein  |  |  |       |  |  |                                  |  |  |                                        |  |
|                                                   |                                           | 15. Luisa Albertina di Schönburg-Hartenstein           | 30. Ottone Ludovico di Schönburg-Hartenstein  |  |  |       |  |  |                                  |  |  |                                        |  |
|                                                   |                                           | 15. Luisa Albertina di Schönburg-Hartenstein           | 31. Sofia Maddalena di Leiningen-Westerburg   |  |  |       |  |  |                                  |  |  |                                        |  |
|                                                   |                                           | 15. Luisa Albertina di Schönburg-Hartenstein           |                                               |  |  |       |  |  |                                  |  |  |                                        |  |